# Kostel svatého Václava (Kostelec)
Kostel svatého Václava je římskokatolický farní kostel v Kostelci u Kyjova v okrese Hodonín, v kyjovském děkanátu a olomoucké arcidiecézi. Je chráněn jako kulturní památka České republiky.

## Historie

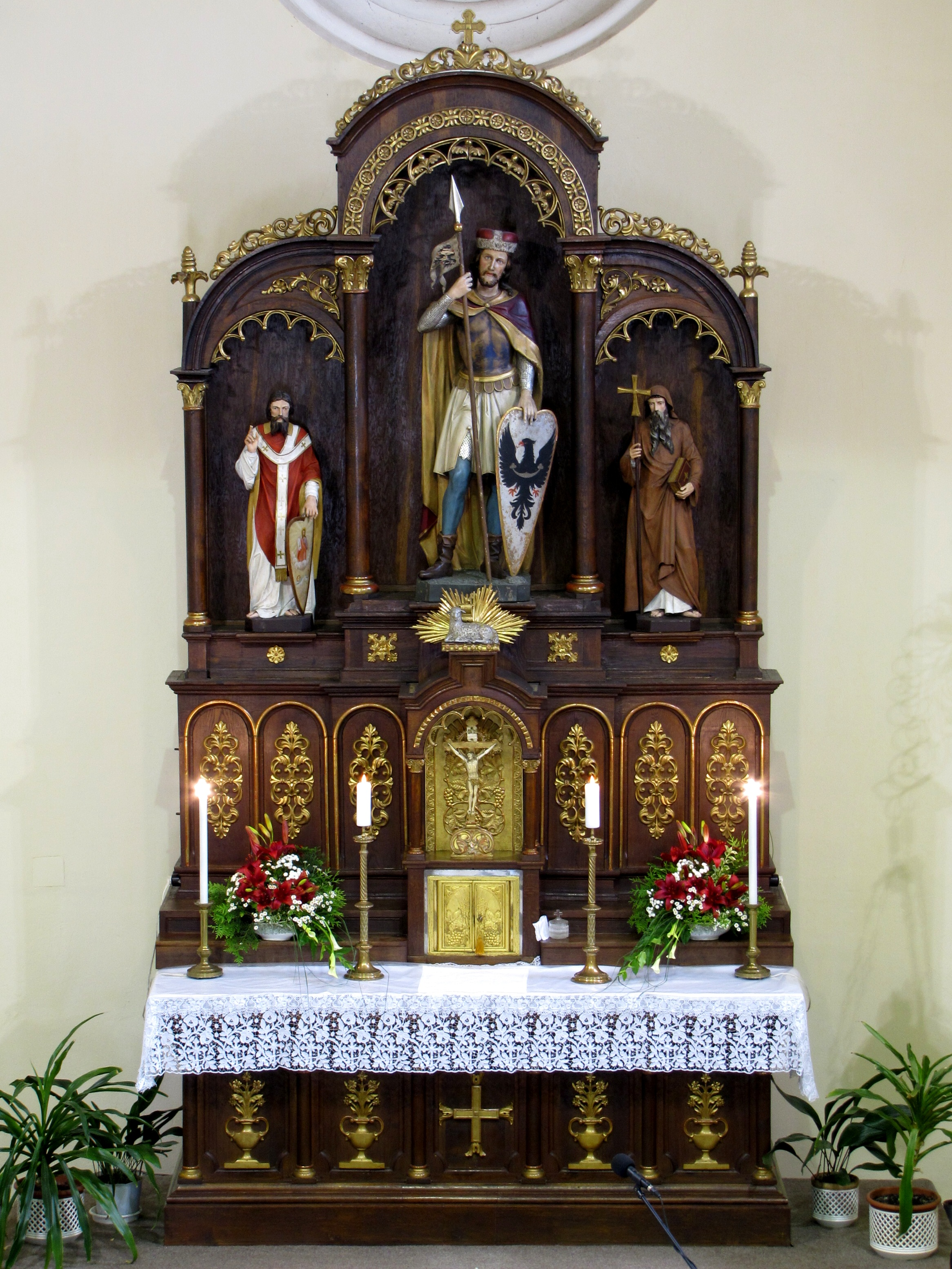
Hlavní oltář

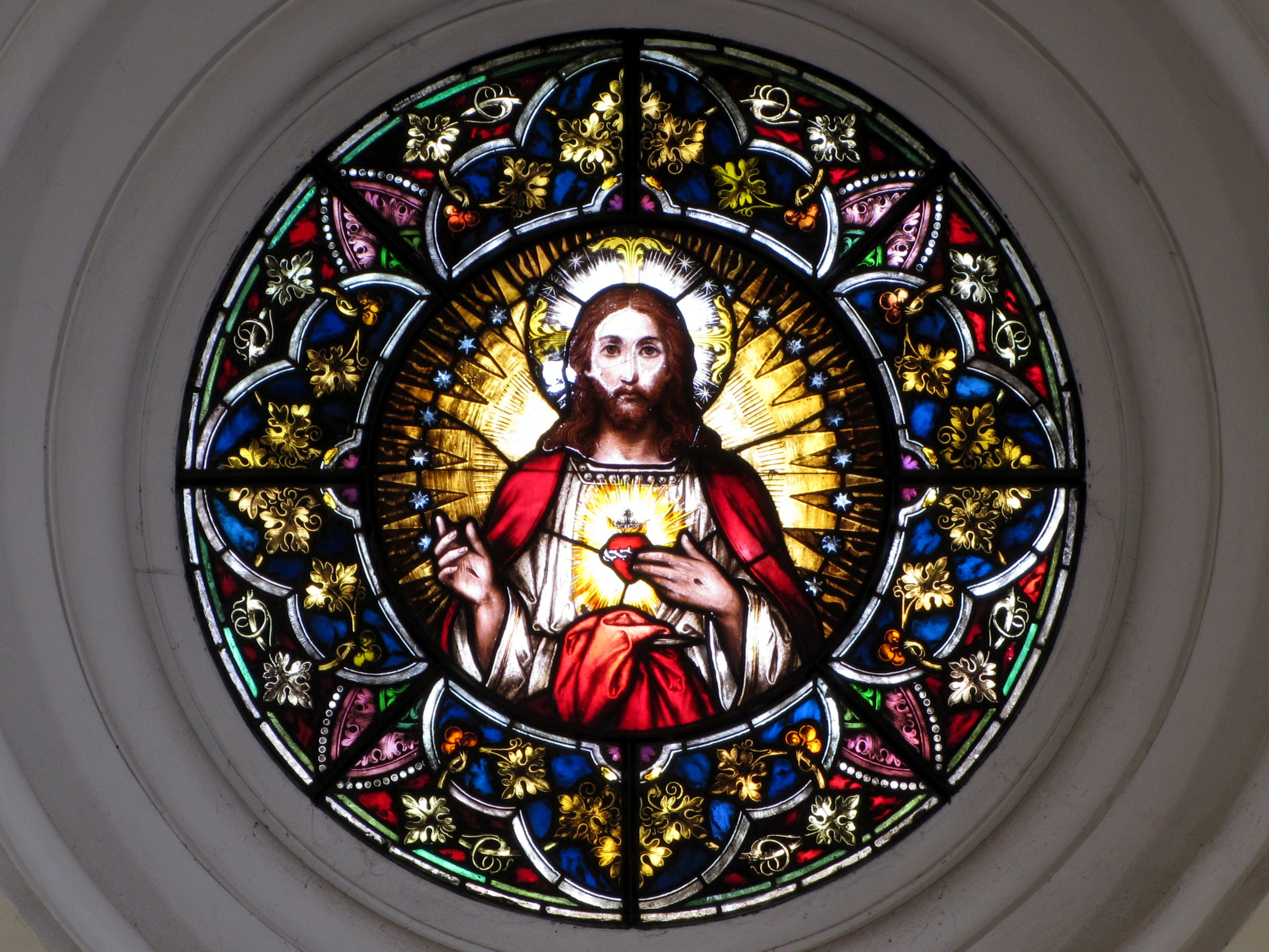
Vitráž Nejsvětější Srdce Ježíšovo nad hlavním oltářem

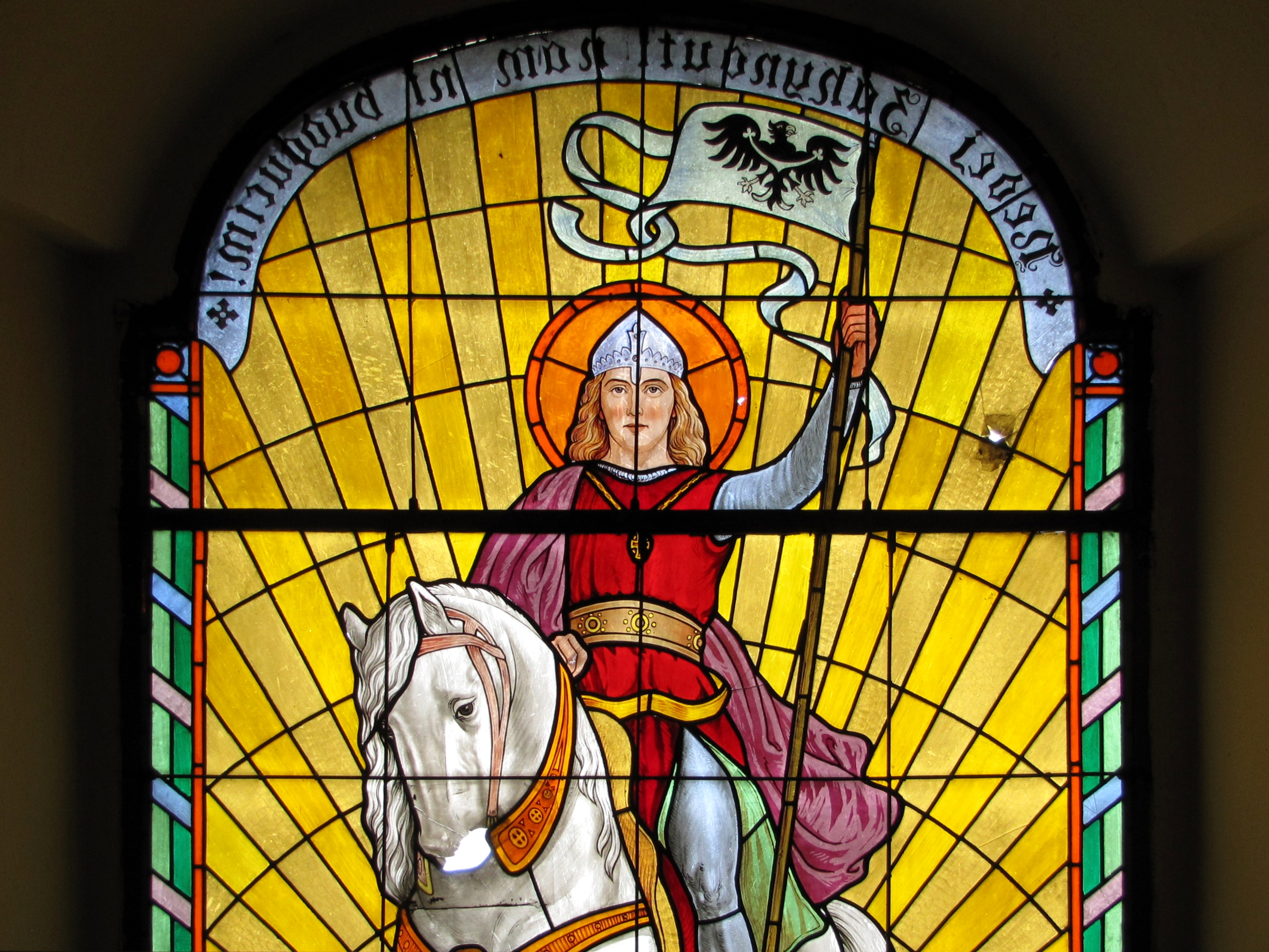
Část vitráže se sv. Václavem nad hlavním vchodem

Při vnitřních úpravách kostela v roce 1950 zedníci objevili kamenné ostění románských oken. Při opravě fasády v roce 1989 bylo zjištěno, že jde o starou románskou stavbu. Pod omítkou byly na severní straně nalezeny zbytky dvou románských oken, jedno na východní a dvě okna i se starým vchodem na jižní straně kostela. Na pravé straně původního vchodu byly nalezeny stopy po obrušování kovových předmětů. Podle místního faráře Polácha byl kostel postaven v letech 1030–1050. To zpochybnil výzkum Archeologického ústavu ČSAV na přelomu 60. a 70. let 20. století. O desítky let později zde prováděl stavební průzkum církevní historik Miloslav Pojsl. Ten zde nalezl kamenické značky velehradské stavební huti a stavbu datoval přibližně do 30. let 13. století, tedy do doby po dostavbě velehradského kostela v roce 1228. Kostel je tak jednou z nejstarších stavebních památek na Kyjovsku. Na stavbu kostela byly kromě chřibského pískovce použity pálené cihly, které byly do počátku 13. století na Moravě neznámým stavebním materiálem. Barokní přestavbou kostel prošel za faráře Tomáše Zdráhala v roce 1729, kdy byl rozšířen západním směrem. V roce 1870 byla na věži vyměněna barokní cibulová báň a zdivo zvýšeno o 2,5 metru. Hudební kruchta byla vybudována na konci 19. století a oratoř v roce 1950. Z roku 1951 pochází vitráž nad hlavním vchodem, která zobrazuje svatého Václava na bílém koni a nápisem: Nedej zahynouti nám ni budoucím!. Ten je převzat ze Svatováclavského chorálu. V současné době je velká část kostela zvenčí neomítnuta a jsou tak vidět původní románské a pozdější barokní cihly. Románské jsou tenčí, těžší a sytě červené. Na některých místech je patrné i staré románské spárování. Původní vzhled kostela se dochoval na pečeti z roku 1762. Rozmístění oken ve starém zdivu se se zobrazením na pečeti zcela shoduje.
Podle obecní kroniky byla v roce 1908 v kostele položena dlažba a vydlážděna byla i cesta k němu. Roku 1912 byl na střechu položen eternit a v srpnu 1913 instalovány věžní hodiny. V roce 1929 bylo ve svahu ke kostelu vybudováno schodiště. Na začátku schodiště pak byly umístěny sochy sv. Jana Nepomuckého (vlevo) a sv. Václava (vpravo).

## Krypta
Ve 2. polovině 20. století byl do krypty pod kostelem skrze podlahu provrtán otvor, který umožnil pohled na lidské kosti. Žádný průzkum však nebyl uskutečněn. V roce 1644 zde byl pohřben první světský majitel Kostelce Anton Görtz z Astenu starší a roku 1653 Anton Görtz mladší. V roce 1769 zde byl pohřben místní farář Hrabec. Od josefínských reforem se už krypta nesměla používat. Na hřbitově poblíž jižní zdi presbytáře byl pohřben majitel Kostelce baron Kristian August Hentschel (1784–1822) a jeho dcera Marie Kristiana Terezie (1816–1817). Náhrobní deska s německým nápisem se nedochovala.

## Zvony
Během první světové války byly na válečné účely odevzdány kostelní zvony. Největší zvon sv. Cyril a Metoděj o váze 667 kg byl rozbit přímo ve věži 19. května 1917 a ve stejný den byl zabaven i 14 kg vážící zvon sv. Jan Evangelista ze sanktusníku. Při další rekvizici byl 29. října 1917 zabaven zvon sv. Michal o váze 213 kg. Starý zvon sv. Václav o váze 336 kg byl po farářových protestech ponechán a byl tak největším zvonem v okolí.
Nové zvony byly pořízeny a vysvěceny 27. července 1924. Největší je sv. Josef o váze 830 kg a laděný do g, dále sv. Antonín Paduánský o váze 253 kg laděný do c a sv. Jan Evangelista o váze 52 kg laděný do b. Byly ulity ze směsi 78 % mědi a 22 % cínu. Starý zvon sv. Václava je laděn do b. Harmonicko-melodické ladění všech zvonů odzkoušel a doporučil vyšehradský kanovník Václav Müller (1865–1931), který vyučoval kampanologii na pražské konzervatoři.